# Retroflessione (idrografia)
In idrografia la retroflessione è il fenomeno naturale per cui una corrente oceanica inverte il proprio corso, tornando su sé stessa e creando quindi una corrente di ritorno.

## Cause ed effetti
Le cause alla base della retroflessione non sono ancora state del tutto determinate. Si suppone che il fenomeno sia fortemente influenzato da molte condizioni esterne, come i venti, la topografia del fondale marino e delle coste più vicine e la profondità della massa oceanica (è più facile l'occorrenza in acque profonde).
La retroflessione marina può influenzare o addirittura causare altri eventi naturali che occorrono in sua corrispondenza, come uragani e maelstrom.

## Esempi
Data l'entità del fenomeno, la retroflessione avviene abbastanza raramente, di norma nel punto d'incontro di due masse d'acqua oceaniche. L'esempio più noto di retroflessione marina avviene nella corrente di Agulhas, che provenendo dall'oceano Indiano torna su sé stessa in corrispondenza della penisola del Capo, in Sudafrica, segnando così il confine con l'oceano Atlantico. La retroflessione è così intensa da far sì che lo scambio d'acqua tra gli oceani sia minimo. La retroflessione può incorrere comunque in eventi caotici, variando spesso il proprio corso e generando occasionalmente correnti ad anello separate da quella principale che si dissipano gradualmente nell'Atlantico meridionale.
La retroflessione della corrente di Agulhas contribuisce significativamente alla pericolosità del mare sudafricano, considerato uno dei più difficoltosi al mondo su cui navigare. Altri fenomeni di retroflessione si riscontrano nella corrente del Nord Brasile.